# こきゅうとす
「こきゅうとす」は、花澤香菜の楽曲。ティカ・αが作詞・作曲を手掛けた。花澤の7枚目のシングルとして2014年12月24日にアニプレックスから発売された。

## 概要
花澤のシングルとしては前作「ほほ笑みモード」から約2か月ぶりのリリースとなる。販売形態は初回生産限定盤（SVWC-70041/2）と通常盤（SVWC-70043）の2種リリースで、初回限定盤には本曲のミュージック・ビデオを収録したDVDが同梱される。
やくしまるえつこが楽曲提供に加え、全てのクリエイティブディレクションを担当。アートワーク、ミュージックビデオまでトータルプロデュースしたうえ、監督も担当している。なお、3曲目と4曲目にはそれぞれitokenとmolt beatsによるリミックスバージョンが収録されている。

## シングル収録内容
| 全作詞・作曲: ティカ・α。 |                                                        |           |            |                            |      |
| #                         | タイトル                                               | 作詞      | 作曲・編曲 | 編曲                       | 時間 |
| 1.                        | 「こきゅうとす」                                       | ティカ・α | ティカ・α  | やくしまるえつこ、山口元輝 | 5:14 |
| 2.                        | 「アブラカタブラ片思い」                               | ティカ・α | ティカ・α  | やくしまるえつこ、jimanica | 4:01 |
| 3.                        | 「こきゅうとす【天国】remixed by itoken」              | ティカ・α | ティカ・α  |                            | 5:08 |
| 4.                        | 「アブラカタブラ片思い 【魔女】remixed by molt beats」 | ティカ・α | ティカ・α  |                            | 4:21 |
| 5.                        | 「こきゅうとす（instrumental）」                       | ティカ・α | ティカ・α  |                            | 5:13 |
| 6.                        | 「アブラカタブラ片思い（instrumental）」               | ティカ・α | ティカ・α  |                            | 4:02 |
| 合計時間:                 | 合計時間:                                              | 合計時間: | 28:20      |                            |      |

| #  | タイトル                               | 作詞 | 作曲・編曲 |
| -- | -------------------------------------- | ---- | ---------- |
| 1. | 「こきゅうとす」(ミュージッククリップ) |      |            |

## チャート
| チャート（2015年）                         | 最高位 |
| ------------------------------------------ | ------ |
| オリコン                                   | 13     |
| Billboard Japan Hot 100                    | 27     |
| Billboard Japan Hot Singles Sales          | 9      |
| サウンドスキャンジャパン（初回生産限定盤） | 12     |

## スタッフ・クレジット
- やくしまるえつこ - プロデュース、dimtakt、プログラミング、パーカッション、ミュージックビデオ監督[7]
- 永井聖一 - ギター[7]
- 栗原正己 - ベース[7]
- 山口元輝 - ドラムス、プログラミング[7]
- 新津保建秀 - ミュージックビデオ撮影[7]